# Markus Hadulla
Markus Hadulla (* 1970 in Köln) ist ein deutscher Pianist und Hochschullehrer.

## Leben
Markus Hadulla studierte an den Hochschulen in Köln, Karlsruhe, am Conservatoire National Supérieur de Musique et de Danse de Paris und an der Yale School of Music. Zu seinen Lehrern gehörten Hartmut Höll und Peter Frankl sowie Dietrich Fischer-Dieskau und Elisabeth Schwarzkopf. 1994 gewann er den Preis für den besten Liedpianisten beim VII. Internationalen Hugo-Wolf-Wettbewerb der Internationalen Hugo-Wolf-Akademie in Stuttgart. Seitdem konzertiert er vor allem als Kammermusiker und Liedpianist.
Gemeinsam mit dem Bratscher Antoine Tamestit wurde er 2005 für die Reihe „Rising Stars“ der European Concert Hall Organisation (ECHO) ausgewählt.
Seit 2002 lehrte er an der Hochschule für Musik „Hanns Eisler“ Berlin und der Hochschule für Musik Karlsruhe und ist seit 2016 Professor für Klavier-Vokalbegleitung an der Universität für Musik und darstellende Kunst Wien.